# Euphorbia suzannae-marnierae
Euphorbia suzannae-marnierae là một loài thực vật có hoa trong họ Đại kích. Loài này được Rauh & Petignat mô tả khoa học đầu tiên năm 1996.